# أوبان 6 (فيينا)
أوبان 6 (بالألمانية: U-bahn 6) هو خط قطار تحت الأرض في مدينة فيينا في النمسا. فيه حالياً أربعة وعشرون محطة وطوله 17.3 كم ويصل من محطة فلوريدسدورف (Floridsdorf) إلى محطة سيبينهيرتين (Siebenhirten). يلتقي بالخط الرابع في لينغينفيلدغاسيه (Längenfeldgasse)، وبالخط الثالث في فيستبانهوف (Westbahnhof)، والخط الرابع في شبتيلاو (Spittelau). تم افتتاحه عام 1989, وتم الانتهاء من طوله الحالي في عام 1996. وهو خط المترو الوحيد في المنطقة الناطقة باللغة الألمانية الذي لا يتم تشغيله بواسطة سكة حديد ثالثة ولكن بواسطة سلك علوي, هذا لأن الجزء المركزي من الخط هو جزء مرتفع من نظام Vienna Stadtbahn السابق, والذي كان يتم تشغيله بواسطة سلك علوي.
عندما تم تحويل الخط إلى معايير النقل السريع, تم اعتبار إعادة بناء الجزء المرتفع للقطارات عالية الطوابق والسكك الحديدية الثالثة مكلفًا للغاية ، كما حدث مع الخط الرابع. نتيجة لذلك, يستخدم الخط السادس حاليًا مركبات ذات أرضية منخفضة من الفئة T ، لكن U6 ليس خط النقل السريع الوحيد الذي يستخدم قطارات المترو ذات الأرضية المنخفضة ، مع الخط M1 من مترو بودابست مثال بارز آخر.